# Districte de Levice
El districte de Levice - (eslovac) Komárno Nitra - és un dels 79 districtes d'Eslovàquia. Es troba a la regió de Nitra. Té una superfície de 1551,12 km², i el 2024 tenia 107.992 habitants. La capital és Levice.

## Demografia
| Godina             | 1994    | 2004    | 2014    | 2024    |
| ------------------ | ------- | ------- | ------- | ------- |
| Nombre de persones | 121.113 | 119.018 | 113.511 | 107.992 |
| Diferència         |         | −1,72%  | −4,62%  | −4,86%  |

| Godina             | 2023    | 2024    |
| ------------------ | ------- | ------- |
| Nombre de persones | 108.479 | 107.992 |
| Diferència         |         | −0,44%  |

## Llista de municipis

### Ciutats
- Levice
- Tlmače
- Šahy
- Želiezovce

### Pobles
Bajka | Bátovce | Beša | Bielovce | Bohunice | Bory | Brhlovce | Čajkov | Čaka | Čata | Demandice | Devičany | Dolná Seč | Dolné Semerovce | Dolný Pial | Domadice | Drženice | Farná | Hokovce | Hontianska Vrbica | Hontianske Trsťany | Horná Seč | Horné Semerovce | Horné Turovce | Horný Pial | Hrkovce | Hronovce | Hronské Kľačany | Hronské Kosihy | Iňa | Ipeľské Úľany | Ipeľský Sokolec | Jabloňovce | Jesenské | Jur nad Hronom | Kalná nad Hronom | Keť | Kozárovce | Krškany | Kubáňovo | Kukučínov | Kuraľany | Lok | Lontov | Lula | Málaš | Malé Kozmálovce | Malé Ludince | Mýtne Ludany | Nová Dedina | Nový Tekov | Nýrovce | Ondrejovce | Pastovce | Pečenice | Plášťovce | Plavé Vozokany | Podlužany | Pohronský Ruskov | Pukanec | Rybník | Santovka | Sazdice | Sikenica | Slatina | Starý Hrádok | Starý Tekov | Šalov | Šarovce | Tehla | Tekovské Lužany | Tekovský Hrádok | Tupá | Turá | Uhliská | Veľké Kozmálovce | Veľké Ludince | Veľké Turovce | Veľký Ďur | Vyškovce nad Ipľom | Vyšné nad Hronom | Zalaba | Zbrojníky | Žemberovce | Žemliare